# 魔鬼雨
『魔鬼雨』（まきう、The Devil's Rain）は、1975年のアメリカ合衆国のホラー映画。監督はロバート・フュースト。出演はアーネスト・ボーグナインなど。映画の技術顧問にサタン教会設立者のアントン・ラヴェイが、特殊メイクには『猿の惑星』のエリス・バーマンとトム・バーマンが参加した。
公開後は、カルト映画としての評価が高い。

## ストーリー
ある嵐の日、プレストン夫人は使用人のジョンと2人で夫のスティーブと息子のマークを待っていた。あわてて帰ってきたマークからスティーブが行方不明になったと告げられる。それからほどなく、スティーブとみられる人物が帰ってくるが、その顔は溶けていた。スティーブが「ジョナサン・コービス」という人物の名前とある本について言及した直後、彼の身体までも溶けてしまう。そのうえ、プレストン婦人も何者かにさらわれてしまう。
マークは魔術師コービスがプレストン家に伝わる書物『悪魔の祭壇』を利用しようとしたことを知っており、翌日彼はコービスを追ってレッドストーンという砂漠の街に行く。教会で行われた邪教の儀式の中に顔のない夫人の姿を見つけるが、囚われの身になってしまう。
一方、マークの弟トムとその妻ジュリーは、ジョンからの要請を受け、レッドストーンに到着する。彼は妻を車で送り返した後、単身で邪教集団に潜入する。コービスはサタンを召喚してマークの顔を溶かす。次いで、ジュリーも捉えられたことが判明する。正体が露見したトムは、何とか逃げ切り、悪魔学の専門家・リチャーズ博士に相談する。そして、博士とともに再び教団に乗り込んだ2人は「悪魔の雨」を破壊してジュリーを救出する。

## キャスト
※括弧内は日本語吹替（2022年12月23日発売のコレクターズ・エディション Blu-rayに収録。初回放送：1987年12月24日TBS「木曜ロードショー」）
- ジョナサン・コービス：アーネスト・ボーグナイン（渡部猛）
- サム・リチャーズ：エディ・アルバート（加藤正之）
- マーク・プレストン：ウィリアム・シャトナー（有本欽隆）
- プレストン夫人：アイダ・ルピノ（片岡富枝）
- トム・プレストン：トム・スケリット（沢木郁也）
- ジュリー・プレストン：ジョーン・プラサー（高木早苗）
- オーウェンス保安官：キーナン・ウィン（上田敏也）
- ダニー：ジョン・トラボルタ（梁田清之）
- スティーブ・プレストン：ジョージ・サワヤ
- 大祭司：アントン・ラヴェイ
- 宣教師：クラウディオ・ブルック（目黒裕一）
- ジョン：ウッドロー・チャンブリス（清川元夢）
- リリス：リサ・トッド

## スタッフ
- 監督：ロバート・フュースト
- 製作：ジェームズ・V・カレン、マイケル・S・グリック
- 製作総指揮：サンディ・ハワード
- 脚本：ゲイブ・エッソー、ジェームズ・アシュトン、ジェラルド・ホップマン
- 撮影：アレックス・フィリップス・Jr
- 音楽：アル・デ・ロリー